# Sonneville (Charente)
Sonneville ist eine ehemalige französische Gemeinde mit 213 Einwohnern (Stand: 1. Januar 2020) im Département Charente in der Region Nouvelle-Aquitaine (vor 2016 Poitou-Charentes). Sie gehörte zum Arrondissement Cognac. Die Bewohner werden Sonnevillois und Sonnevilloises genannt.
Mit Wirkung vom 1. Januar 2016 wurden die früheren Gemeinden Sonneville, Rouillac und Plaizac zusammengelegt, wodurch eine gleichnamige Commune nouvelle namens Rouillac gebildet wurde. Die ehemaligen Gemeinden verfügen in der neuen Gemeinde über den Status einer Commune déléguée.

## Geografie
Sonneville liegt etwa 19 Kilometer nordöstlich von Cognac und etwa 28 Kilometer nordwestlich von Angoulême am nordwestlichen Rand des Départements an der Grenze zum benachbarten Département Charente-Maritime.
Umgeben wird Sonneville von den Nachbargemeinden und der Commune déléguée:
| Neuvicq-le-Château (Charente-Maritime) |                                             | Val-d’Auge                  |
|                                        | Kompassrose, die auf Nachbargemeinden zeigt |                             |
|                                        | Mareuil                                     | Rouillac (Commune déléguée) |

## Bevölkerungsentwicklung

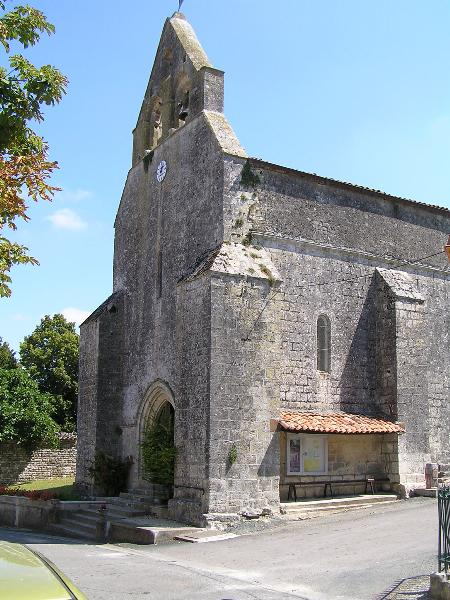
Kirche Saint-Pierre

| Sonneville: Einwohnerzahlen von 1793 bis 2020                                                                              | Sonneville: Einwohnerzahlen von 1793 bis 2020 | Sonneville: Einwohnerzahlen von 1793 bis 2020 | Sonneville: Einwohnerzahlen von 1793 bis 2020 | Sonneville: Einwohnerzahlen von 1793 bis 2020 |
| --- | --------------------------------------------- | --------------------------------------------- | --------------------------------------------- | --------------------------------------------- |
| Jahr |                                               |                                               |                                               | Einwohner                                     |
| 1793 | 1793                                          |                                               | 489                                           | 489                                           |
| 1800 | 1800                                          |                                               | 456                                           | 456                                           |
| 1806 | 1806                                          |                                               | 523                                           | 523                                           |
| 1821 | 1821                                          |                                               | 505                                           | 505                                           |
| 1831 | 1831                                          |                                               | 505                                           | 505                                           |
| 1841 | 1841                                          |                                               | 507                                           | 507                                           |
| 1846 | 1846                                          |                                               | 504                                           | 504                                           |
| 1851 | 1851                                          |                                               | 510                                           | 510                                           |
| 1856 | 1856                                          |                                               | 509                                           | 509                                           |
| 1861 | 1861                                          |                                               | 517                                           | 517                                           |
| 1866 | 1866                                          |                                               | 508                                           | 508                                           |
| 1872 | 1872                                          |                                               | 485                                           | 485                                           |
| 1876 | 1876                                          |                                               | 462                                           | 462                                           |
| 1881 | 1881                                          |                                               | 435                                           | 435                                           |
| 1886 | 1886                                          |                                               | 413                                           | 413                                           |
| 1891 | 1891                                          |                                               | 380                                           | 380                                           |
| 1896 | 1896                                          |                                               | 385                                           | 385                                           |
| 1901 | 1901                                          |                                               | 365                                           | 365                                           |
| 1906 | 1906                                          |                                               | 361                                           | 361                                           |
| 1911 | 1911                                          |                                               | 350                                           | 350                                           |
| 1921 | 1921                                          |                                               | 315                                           | 315                                           |
| 1926 | 1926                                          |                                               | 308                                           | 308                                           |
| 1931 | 1931                                          |                                               | 278                                           | 278                                           |
| 1936 | 1936                                          |                                               | 275                                           | 275                                           |
| 1946 | 1946                                          |                                               | 260                                           | 260                                           |
| 1954 | 1954                                          |                                               | 254                                           | 254                                           |
| 1962 | 1962                                          |                                               | 274                                           | 274                                           |
| 1968 | 1968                                          |                                               | 251                                           | 251                                           |
| 1975 | 1975                                          |                                               | 246                                           | 246                                           |
| 1982 | 1982                                          |                                               | 233                                           | 233                                           |
| 1990 | 1990                                          |                                               | 217                                           | 217                                           |
| 1999 | 1999                                          |                                               | 218                                           | 218                                           |
| 2006 | 2006                                          |                                               | 210                                           | 210                                           |
| 2013 | 2013                                          |                                               | 230                                           | 230                                           |
| 2020 | 2020                                          |                                               | 213                                           | 213                                           |
| Quelle(n): EHESS/Cassini bis 1999, INSEE ab 2006 Anmerkung(en): Ab 1962 offizielle Zahlen ohne Einwohner mit Zweitwohnsitz |                                               |                                               |                                               |                                               |

## Sehenswürdigkeiten
- Kirche Saint-Pierre aus dem 12. Jahrhundert, seit 1973 als Monument historique eingeschrieben